# دانه‌خوار گلوزرد
دانه‌خوار گلوزرد (نام علمی: Serinus flavigula) نام یک گونه از سرده سهره دمگاه‌زرد است.